# New Troy
New Troy – jednostka osadnicza w Stanach Zjednoczonych, w stanie Michigan, w hrabstwie Berrien.